# 金奧瑪
金奧瑪（發音：[kʰɪ̀ɴ ʔòʊɴmà]，1968年—），是一位緬甸民主活動家，為8888民主運動的領袖之一，同時為緬甸婦女聯盟和緬甸夥伴組織（Burma Partnership）的一員。

## 早期生活
1988年，緬甸發生8888民主運動，當時金奧瑪正在仰光大學研讀化學，當時她才20歲。
1987年9月5日，緬甸軍事統治者奈溫宣布更換新的貨幣，將面值100、75、25緬元的紙鈔作廢，改成45與90緬元，原因是他認為此2個數字能被9整除，能為他帶來幸運。此舉造成許多緬甸人民一夜之間失去了他們的積蓄，學生們為了繳學費所存的積蓄尤其受到影響。翌日，金奧瑪與20位同學一同寫了陳情信，對奈溫的舉動表達抗議，此信由該校校長轉交。後來這21位簽署者全被逮捕，並被監禁直到1988年2月12日，也就是緬甸聯邦日。
根據她1995年向美國參議院小組委員會陳述的證詞，1988年3月16日，她加入了當時仰光大學學生抗議的行列中；在這場抗議中，一名男學生奉茂（Phone Maw）遭到防暴警察殺害。當時金奧瑪和一些示威學生在一位日本外交官的庇護下，逃出鎮壓行動並回到家鄉。3月18日，仰光大學遭到關閉。金奧瑪則持續協調抗議行動與國際媒體的報導，這樣的行為持續到1988年8月8日，也就是該抗議活動的最高潮——8888民主運動。
針對該民主運動，緬甸軍政府把持的國家恢復法律和秩序委員會發動進一步鎮壓，金奧瑪逃往泰緬邊境，加入全緬甸學生民主陣線所組織的革命軍。但因為該組織內部的政治理念不同和領導者之間的分歧，金奧瑪選擇退出，隨後前往美國居住了5年。

## 近年活動
- 2007年8月，她活躍於緬甸婦女聯合會（Burmese Women's Union）、緬甸婦女聯盟（英语：Women's League of Burma）和網路民主與發展（Network for Democracy and Development）組織[2]。

- 2009年10月25日，她被東南亞國家聯盟人權會議拒於門外，後來金奧瑪批評該會議害怕民間聲音，對緬甸人權毫無促進作用[6]。

- 2011年4月，她呼籲美國首任駐東南亞國家聯盟大使戴維·卡登站出來表示對緬甸人權和民主發展的堅定立場[7]。

## 獲獎
2008年，金奧瑪獲得安娜·林德纪念基金獎，該獎項是為紀念遭暗殺的瑞典政治家安娜·林德所創設，每年頒獎一次，對象通常是女性或年齡較輕者，以鼓勵他們「用勇氣去戰勝冷漠、偏見、壓迫和不公，促進一個美好的生活環境和喚起所有人對人權的尊重」。該獎項對金奧瑪得獎的評語為：「她的勇敢和富有遠見的工作是所有從事人權工作者的靈感來源；對於緬甸人民，金奧瑪無疑帶來了希望和信心，讓他們相信，一個公正的未來是有可能到來的。」
同年，金奧瑪還獲得人權組織生命之音所頒發的全球領袖獎，她與婦女組織撣邦婦女行動網絡的民主活動家查姆彤共同分享該榮譽。當時的美國第一夫人、同時也是該獎項主持人蘿拉·布希表示，金奧瑪是對抗緬甸當地暴政最有力的聲音之一。